# Pio Augusto Crivellari
Pio Augusto Crivellari (Padova, 3 febbraio 1906 – Arco di Trento, 3 febbraio 1966) è stato un vescovo cattolico italiano.

## Biografia
Nacque a Padova il 3 febbraio 1906. Entrato nell'Ordine dei frati minori, fu ordinato sacerdote a Venezia il 23 febbraio 1929.
Eletto vescovo di Trivento il 7 febbraio 1958, ricevette la consacrazione episcopale nella chiesa di San Francesco della Vigna, parrocchiale dell'omonimo convento in cui risiedeva (nell'archivio parrocchiale si possono vedere le foto del solenne rito) a Venezia il 16 marzo dello stesso anno dal patriarca cardinale Angelo Roncalli.
Morì ad Arco di Trento il 3 febbraio 1966, giorno stesso in cui compiva 60 anni. È sepolto nella cripta della cattedrale di Trivento.

## Stemma
Sul suo stemma episcopale, suddiviso in quattro campi (inquartato) compaiono il leone di San Marco (in alto a sinistra) a ricordo di Venezia, luogo della sua ordinazione episcopale e la basilica di Sant'Antonio di Padova, che richiama la sua città natale. Al centro dello stemma c'è un crivello rotondo, con riferimento al cognome. Lo stemma è sormontato dalla croce francescana con le due braccia (uno nudo e l'altro vestito del saio francescano) incrociate e sovrapposte ad essa.

## Genealogia episcopale
La genealogia episcopale è:
- Cardinale Scipione Rebiba
- Cardinale Giulio Antonio Santori
- Cardinale Girolamo Bernerio, O.P.
- Arcivescovo Galeazzo Sanvitale
- Cardinale Ludovico Ludovisi
- Cardinale Luigi Caetani
- Cardinale Ulderico Carpegna
- Cardinale Paluzzo Paluzzi Altieri degli Albertoni
- Papa Benedetto XIII
- Papa Benedetto XIV
- Papa Clemente XIII
- Cardinale Bernardino Giraud
- Cardinale Alessandro Mattei
- Cardinale Pietro Francesco Galleffi
- Cardinale Filippo de Angelis
- Cardinale Amilcare Malagola
- Cardinale Giovanni Tacci Porcelli
- Papa Giovanni XXIII
- Vescovo Pio Augusto Crivellari, O.F.M.